# Овсеп III
Овсеп III (1038—?) — 47-й католикос Кавказской Албанской церкви первой половины XI века, сменил предыдущего католикоса Маркоса I.
В 1036/1038 году, когда царь Ани Ованес-Смбат отлучил Петроса I, армянского католикоса, и назначил католикосом некоего Деоскуруса, церковники запротестовали против этого, и в 1038 году прокляли царя и его нового католикоса. Тогда Овсеп провёл церковное собрание в Ани, и после этого прошлый католикос вернулся. Кроме всего прочего, Овсеп поддерживал армянских и абхазских правителей против Абу-ль-Асвара, эмира Двина.